# 上洛郡
上洛郡（じょうらく-ぐん）は、中国にかつて存在した郡。晋代から唐代にかけて、現在の陝西省商洛市一帯に設置された。

## 概要
266年（泰始2年）、京兆郡南部を分割して上洛郡が立てられた。西晋の上洛郡は司州に属し、上洛・商・盧氏の3県を管轄した。
439年（太延5年）、北魏により荊州が置かれて、上洛郡は荊州に属した。487年（太和11年）、洛州が置かれると、上洛郡は洛州に転属した。北魏の上洛郡は上洛・拒陽の2県を管轄した。
いっぽう南朝宋においては、巴郡の民により南上洛郡と北上洛郡が立てられていた。
北周のとき、上洛郡は商州に転属した。
583年（開皇3年）、隋が郡制を廃すると、上洛郡は廃止されて、商州に編入された。607年（大業3年）に州が廃止されて郡が置かれると、商州は上洛郡と改称された。上洛郡は上洛・商洛・洛南・豊陽・上津の5県を管轄した。
618年（武徳元年）、唐により上洛郡は商州と改められた。742年（天宝元年）、商州は上洛郡と改称された。758年（乾元元年）、上洛郡は商州と改称され、上洛郡の呼称は姿を消した。